# Gavignano
Gavignano là một đô thị trong tỉnh Roma, vùng Lazio, Ý. Đô thị này có diện tích  km², dân số thời điểm năm 2009 là người. Gavignano có cự ly km về phía so với thủ đô Roma.